# Georgetown (Ilha do Príncipe Eduardo)
Georgetown era uma cidade canadense localizada no Condado de Kings, na província da Ilha do Príncipe Eduardo, no leste do Canadá. É a cidade sede do Condado de Kings.
Em 2011, a população era de 693 habitantes.